# Fahrenheit (альбом)
Fahrenheit — шестой студийный альбом американской рок-группы Toto, изданный в 1986 году лейблом Columbia Records. Главными синглами альбома стали песни «I'll Be Over You» и «Without Your Love».

## Об альбоме
После того, как вокалист Ферги Фредериксон был уволен вследствие проблем на студии, в группу пришёл Джозеф Уильямс, сын выдающегося американского дирижёра и композитора Джона Уильямса. 
Fahrenheit стал последним, до выхода альбома Toto XIV в 2015 году, альбомом для клавишника Стива Поркаро, который покинул Toto в 1986. Предыдущий альбом, Isolation, не был таким же успешным как Toto IV, поэтому в новом альбоме группа решила добавить больше "напыщенных" баллад. В записи принимали участие приглашенные «звёзды»: Дон Хенли, Майкл Макдональд, Дэвид Сэнборн и Майлс Дейвис, появившийся в композиции «Don't Stop Me Now». Диск не был успешен в коммерческом плане, так как радиослушатели перестали узнавать новые песни коллектива, поэтому альбом занял низкие позиции в хит-парадах. Этот альбом стал популярен в странах Варшавского Блока и СССР благодаря распечатки болгарской фирмы «Балкантон».
Большинство песен было написано задолго до прихода Уильямса в Toto, работа над альбомом велась 8 месяцев. Диск включает в себя рок-н-ролльные баллады, композиции в стилях поп и фанк.
Fahrenheit получил золотой статус в США в октябре 1994 года.

## Список композиций
| №   | Название                    | Автор(ы)                              | Длительность |
| --- | --------------------------- | ------------------------------------- | ------------ |
| 1.  | «Till the End»              | Дэвид Пейч, Джозеф Уильямс            | 5:17         |
| 2.  | «We Can Make It Tonight»    | Барри Брэгмен, Джефф Поркаро, Уильямс | 4:16         |
| 3.  | «Without Your Love»         | Пейч                                  | 4:33         |
| 4.  | «Can’t Stand It Any Longer» | Стив Люкатер, Пейч, Уильямс           | 4:40         |
| 5.  | «I'll Be Over You»          | Люкатер, Рэнди Гудрам                 | 3:50         |
| 6.  | «Fahrenheit»                | Пейч, Д. Поркаро, Уильямс             | 4:39         |
| 7.  | «Somewhere Tonight»         | Люкатер, Пейч, Д.Поркаро              | 3:46         |
| 8.  | «Could This Be Love»        | Пейч, Уильямс                         | 5:14         |
| 9.  | «Lea»                       | Стив Поркаро                          | 4:29         |
| 10. | «Don't Stop Me Now»         | Люкатер, Пейч                         | 3:05         |

## Позиции в чартах
| Чарт (1986)                  | Высшая позиция |
| ---------------------------- | -------------- |
| Australian Kent Music Report | 98             |
| Austrian Albums Chart        | 26             |
| Canadian RPM Albums Chart    | 44             |
| Dutch Albums Chart           | 19             |
| Finnish Albums Chart         | 7              |
| German Albums Chart          | 24             |
| Italian Albums Chart         | 99             |
| Japanese Albums Chart        | 195            |
| Norwegian Albums Chart       | 12             |
| Swedish Albums Chart         | 6              |
| Swiss Albums Chart           | 24             |
| UK Albums Chart              | 99             |
| U.S. Billboard 200           | 40             |

## Участники записи
| Toto - Джозеф Уильямс — вокал - Стив Люкатер — бэк-вокал, основной вокал в «I’ll Be Over You» и «Without Your Love» - Дэвид Пейч — бэк-вокал, клавишные - Стив Поркаро — клавишные - Майк Поркаро — бас-гитара - Джефф Поркаро — ударные, перкуссия. Другие музыканты - Дэвид Сэнборн — саксофон - Майлс Дейвис — труба в «Don't Stop Me Now» - Ленни Кастро, Стив Джордан, Джим Келтнер, Джо Поркаро — перкуссия - Полет Браун, Майкл Шервуд, Тони Уолтерс, Ферги Фредериксон, Майкл Макдональд, Дон Хенли — бэк-вокал - Чак Финдли, Гэри Грант, Джерри Хэй, Чарльз Лопер, Билл Рейхенбах, Том Скотт, Ларри Уильямс — валторна. | Производство - Боб Людвиг — мастеринг - Том Нокс — микширование, звукорежиссёр - Грег Ладануи — микширование, звукорежиссёр - Брент Эверилл, Мюррей Дворкин, Дэн Гарсия, Пол Джэмисон, Арт Кельм, Джулия Ласт, Роджер Линн, Шеп Лонсдэйл, Роджер Николс, Дюэн Сейкора — звукорежиссёры |